# 33034 Dianadamrau
33034 Dianadamrau è un asteroide della fascia principale. Scoperto nel 1997, presenta un'orbita caratterizzata da un semiasse maggiore pari a 2,2843603 au e da un'eccentricità di 0,1552229, inclinata di 4,12187° rispetto all'eclittica.